# Alberto Tonut
Alberto Tonut (nacido el 19 de febrero de 1962 en Trieste, Italia)  es un exjugador italiano de baloncesto. Con 2.03 de estatura, jugaba en la posición de ala-pívot. Es el padre del actual jugador profesional y de la selección italiana Stefano Tonut.

## Equipos
- 1979-1984 Pallacanestro Trieste
- 1984-1991 Libertas Livorno
- 1991-1994 Pallacanestro Cantú
- 1994-1997 Pallacanestro Trieste
- 1997-1999 UG Goriziana
- 1999-2001 Pallacanestro Gorizia